# 匍匐南芥
匍匐南芥（学名：Arabis flagellosa）为十字花科南芥属下的一个种。

## 扩展阅读
- 維基物種上的相關：匍匐南芥